# Cnidoscolus aconitifolius
La chaya (Cnidoscolus aconitifolius), conocida como chaya, árbol espinaca o chiscasquil (en Costa Rica), es un arbusto robusto de hojas perennes, perteneciente a la familia de las Euphorbiaceae, nativo de Mesoamérica. Se asemeja en su porte a una planta de hibiscus o de casava. Es muy popular en Yucatán y en Centroamérica pues sus hojas se utilizan como una berza, que son cocinadas y preparadas como las espinacas. El nombre de chaya, deriva del vocablo maya Chay. Ha sido consumida desde tiempos inmemoriales mezclada con maíz y semillas de calabaza, formando una especie de tamal. Durante varios siglos, constituyó un alimento primordial en la alimentación maya. Cnidoscolus: nombre genérico que deriva del griego antiguo knide, 'ortiga', y skolos, 'espina'. aconitifolius: adjetivo latino que significa 'con hojas de acónito' del griego akoniton, 'planta venenosa'. Las hojas crudas son tóxicas, deben ser cocinadas de 5 a 15 minutos antes de ser ingeridas, ya que tienen un alto contenido de ácido cianhídrico. No se recomienda la ingesta de más de 5 hojas al día.

## Clasificación y descripción
La chaya es un arbusto arborescente semiperenne y semileñoso que crece hasta seis metros de altura. Tiene hojas alternadas palmadamente lobuladas que caen en tiempos de mucha sequía. Todas las partes de la planta poseen una savia blanca, espesa y muy pegajosa. Flores blancas y pequeñas que se encuentren en racimos de ramificación dicótoma. Las hojas son grandes, hasta 32 cm de largo y 30 cm de ancho, con pecíolos hasta 28 cm de largo, pecioladas, con 5 picos y látex fecundo. Algunas de sus variedades presentan en las hojas pelos urticantes. La chaya es monoica, con flores masculinas y femeninas separadas, cada una con partes no funcionales del otro sexo. Aunque la floración es más común en los meses del verano, se puede encontrar flores y frutos todo el año. Las flores son blancas, pequeñas y en disposición de inflorescencia.
El arbusto se desarrolla en suelos bien drenados, con humedad y luminosidad y que alcanza una altura de hasta unos 6 metros, aunque normalmente no supera los 2 metros en cultivo, lo cual facilita la cosecha de sus hojas.

## Distribución
Con la llegada de los españoles la planta fue llevada a Europa donde el emperador de ese entonces Carlos IV conoció de las bondades de la planta, quedando altamente impresionado por sus cualidades y los usos que le daban los aborígenes. Actualmente se sabe de su existencia en Brasil donde se la conoce con el nombre couve. Y se ha hecho popular en Florida y Texas.

## Ambiente
Crece y se desarrolla generalmente en lugares rocosas a 1300 metros sobre el nivel del mar o menos. Es nativa de regiones tropicales del mundo. En general la chaya prospera en una variedad de suelos y climas lluviosos y ocasionales. Pero por ser la chaya una planta tropical crece mejor en climas calientes. Básicamente es un arbusto que crece rápido, es resistente a la sequía, tolera la falta de cuidado, algo de sombra o pleno sol. Sus necesidades de agua no son establecidas, es por esta razón que toleran la sequía o meses con exceso de agua. Puesto que la semilla rara vez se producen en esta planta, la chaya se propaga de forma asexual. Así que para sembrarla se necesitan cortar ramas o vástagos, maduros de 5 -20 cm a 1 m de largo, procurando que conserve un pedazo de tallo. El corte del vástago puede sobrevivir a menudo un mes sin plantar, es recomendable evitar excesos de humedad hasta que estos arraiguen bien.

## Acciones y usos
La chaya proporciona enormes ventajas al organismo humano, pues contiene una notable cantidad de vitaminas, sales minerales, oligoelementos y enzimas; se trata de sustancias que forman un fitocomplejo que actúa favorablemente el organismo, sin producir efectos negativos conocidos.
Entre sus beneficios están la regulación de la presión arterial, el mejoramiento de la circulación sanguínea y la desinflamación de las venas y hemorroides.[cita requerida] También reduce el nivel del colesterol y del ácido úrico, ayuda a reducir el peso y aumenta la retención de calcio en el organismo, con lo que se fomenta el crecimiento de la masa ósea.[cita requerida] Muchas personas la consumen por lo tanto como planta medicinal. La dosis recomendada es de 2 a 6 hojas por día, licuadas en sopas o ensaladas después de haber sido cocida.

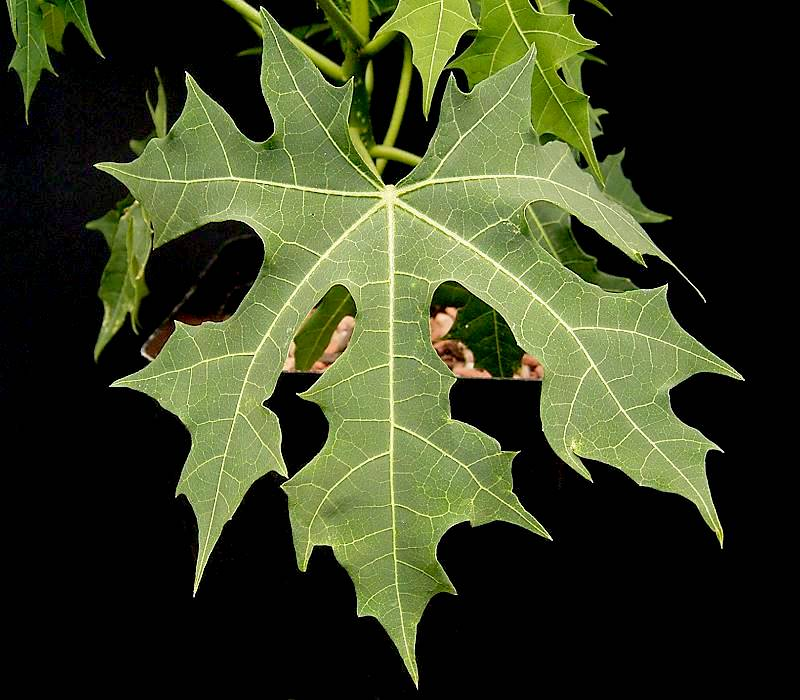
Hojas de la Chaya.

Esta planta como infusión actúa favorablemente sobre las dolencias del organismo humano, sin producir efectos negativos. Facilita la digestión, y combate el estreñimiento, ayuda a la expulsión de orina y de la leche materna.[cita requerida] Normaliza además numerosas funciones del organismo, previene la anemia, mejora la memoria y las funciones del cerebro y combate la artritis y la diabetes. Igualmente previene la tos, descongestiona y desinfecta los pulmones.
Las hojas son usadas en la preparación de un conocido platillo regional denominado dzotobilchay o Ts'o Tobil Chay, un tamal relleno de huevo, con salsa de pepita de calabaza, huevo y tomate.
En los estados del sureste de México, las hojas de chaya se utilizan para elaborar diversos platillos típicos, como el Be'ew'r e'kt'o xix bek'ch'um, que es un tamal de chaya con semillas de calabaza, la carne salada con chaya o la sopa de chaya, los cuales forman parte de la gastronomía tabasqueña. En la región de Palenque, en el norte de Chiapas, la cocción de sus hojas desmenuzadas se usan para curar infecciones por hongos en la piel; se aplica varias veces al día, preparando un litro diario, pues el líquido se torna maloliente al otro día, aún almacenado en frío.
En el estado de Hidalgo principalmente en el municipio de Tepehuacan, se conoce como ortiga de estrella y se usa el líquido lechoso que segrega su tallo para cuajar la leche y posteriormente convertirla en queso, adoptando el nombre de «queso de ortiga».

## Estado de conservación
La chaya pudo domesticarse y mantenerse con el genotipo favorable, a través de la propagación por clones y que probablemente no requirió de cientos de generaciones de ser sometida al proceso de selección para producir la planta moderna. Para un vegetal frondoso, la selección por supuesto habría tenido que ser para mejorar la producción de hojas, reducir el tamaño de los pecíolos, reducir el gasto reproductivo a favor del desarrollo vegetativo, incrementar el tamaño de las hojas y cambiar su forma. Todas estas características se observan en la variedad moderna. A través de la propagación vegetal, la variedad deseada no sólo podría haber sido mantenida, sino también dispersada sin mayor dificultad.
No se tienen datos precisos de producción, debido a que es una especie de traspatio (solar), que se encuentra asociada con otras en sistemas agroforestales, sobre todo en el sureste mexicano. Seguramente por su fácil reproducción asexual, no es una especie ubicada en alguna categoría de la norma 059 de la SEMARNAT de México.

## Historia
La chaya está asociada con la cultura maya, donde se conoce con el nombre de chay. Era consumida desde tiempos inmemoriales mezclada con maíz y semillas de calabaza, formando una especie de tamal.

## Cultivo
La chaya es fácil de cultivar en climas suaves a cálidos. El robusto arbusto sufre pocos daños por los insectos. Es además resistente a lluvias fuertes y a la sequía. La planta se propaga por estacas leñosas de unos diez centímetros, pues las semillas se producen muy raramente.
El crecimiento inicial requiere de hasta 2 años, tiempo que igualmente necesitan las raíces de las estacas nuevamente plantadas para su desarrollo. Después del segundo año, las hojas pueden cosecharse continuamente, siempre y cuando la planta conserve más del 50% de sus hojas, lo cual garantiza un crecimiento vegetal sano.
Un estudio del USDA en Puerto Rico informó que se podría obtener una mejor producción de hortaliza con la chaya que con cualquier otro vegetal que habían estudiado.[cita requerida] En otro estudio sobre la chaya, se asevera que sus hojas contienen cantidades sustancialmente mayores de nutrientes que los que contienen las hojas de las espinacas.[cita requerida]
Algunas variedades poseen en sus hojas unos pelos urticantes que pueden requerir el uso de guantes para su recolección. La cocción los destruye.

## Consumo

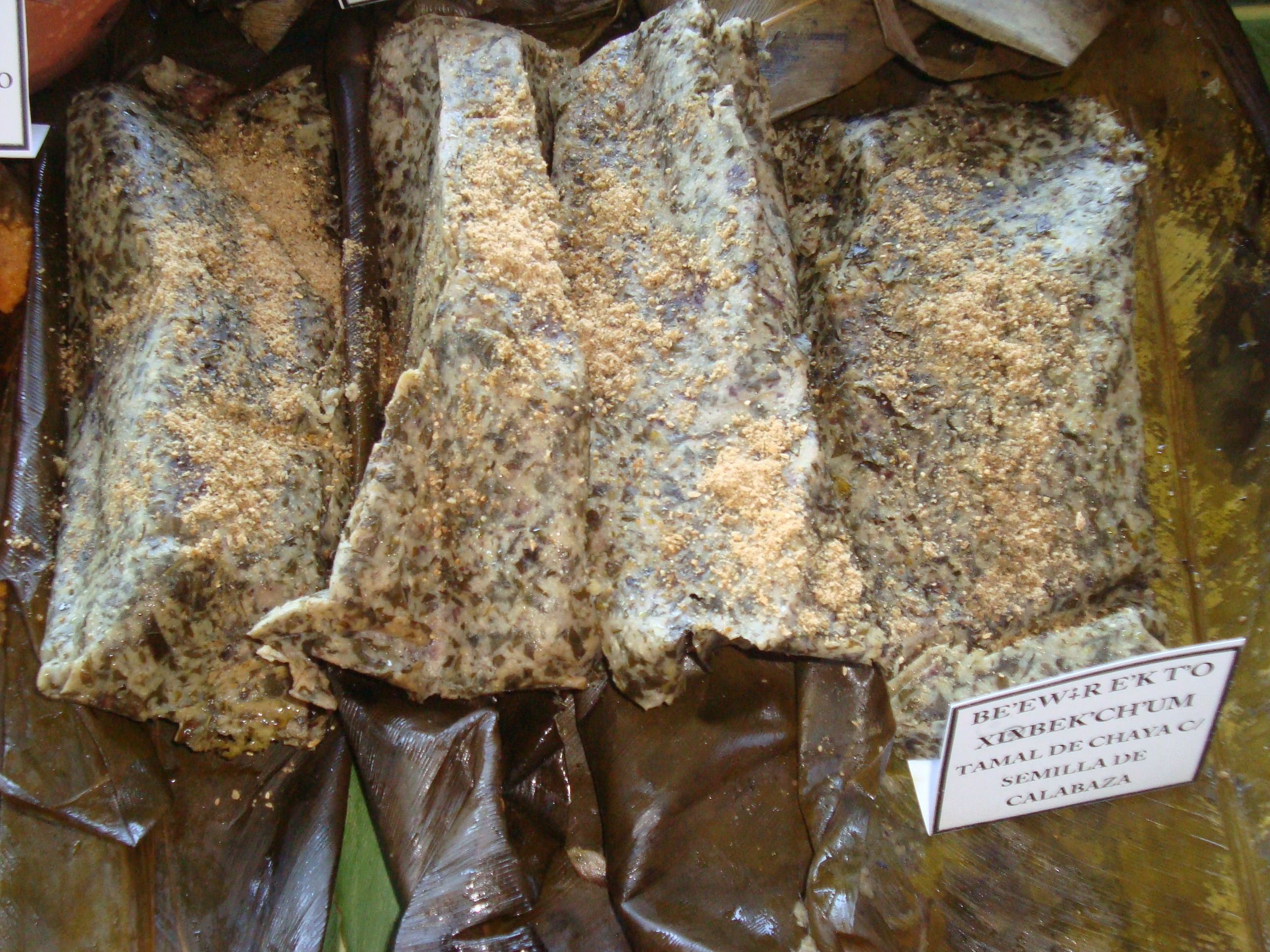
Tamales de chaya, un platillo típico de la gastronomía tabasqueña.

La chaya es una buena fuente de proteínas, vitaminas, calcio, y de hierro. Sin embargo, las hojas crudas de la chaya son tóxicas, pues contienen un glucósido que puede liberar al tóxico cianuro. Por esta razón, se debe cocinar antes de consumirla, con lo que se desactivan sus componentes tóxicos. En este sentido la chaya es similar a la mandioca, que también contiene los glucósidos cianhídricos tóxicos.
Tradicionalmente las hojas de chaya se sumergen en agua hirviendo por 20 minutos y se sirven aliñadas con aceite o mantequilla. El líquido que sueltan las hojas al ser cocinadas puede también ser consumido con total seguridad, debido a que el cianuro que contenían se escapa al aire volatilizado como cianuro de hidrógeno (HCN) durante el periodo de cocción. Es preferente no hervir las hojas de chaya en utensilios de aluminio, pues en estos se puede producir una reacción que puede resultar tóxica, causando diarrea.

## Taxonomía
La especie fue descrita inicialmente como Jatropha aconitifolia por Philip Miller y publicada en The Gardeners Dictionary: eighth edition no. 6., en 1768, actualmente, es tanto un sinónimo como el basónimo de esta; y ulteriormente, sería transferida al género Cnidoscolus por Ivan Murray Johnston en Contributions from the Gray Herbarium of Harvard University 68: 86, en 1923.